# 1872 en Grèce
Chronologie de la Grèce
- 1868
- 1869
- 1870
- 1871
- 1872
- 1873
- 1874
- 1875
- 1876

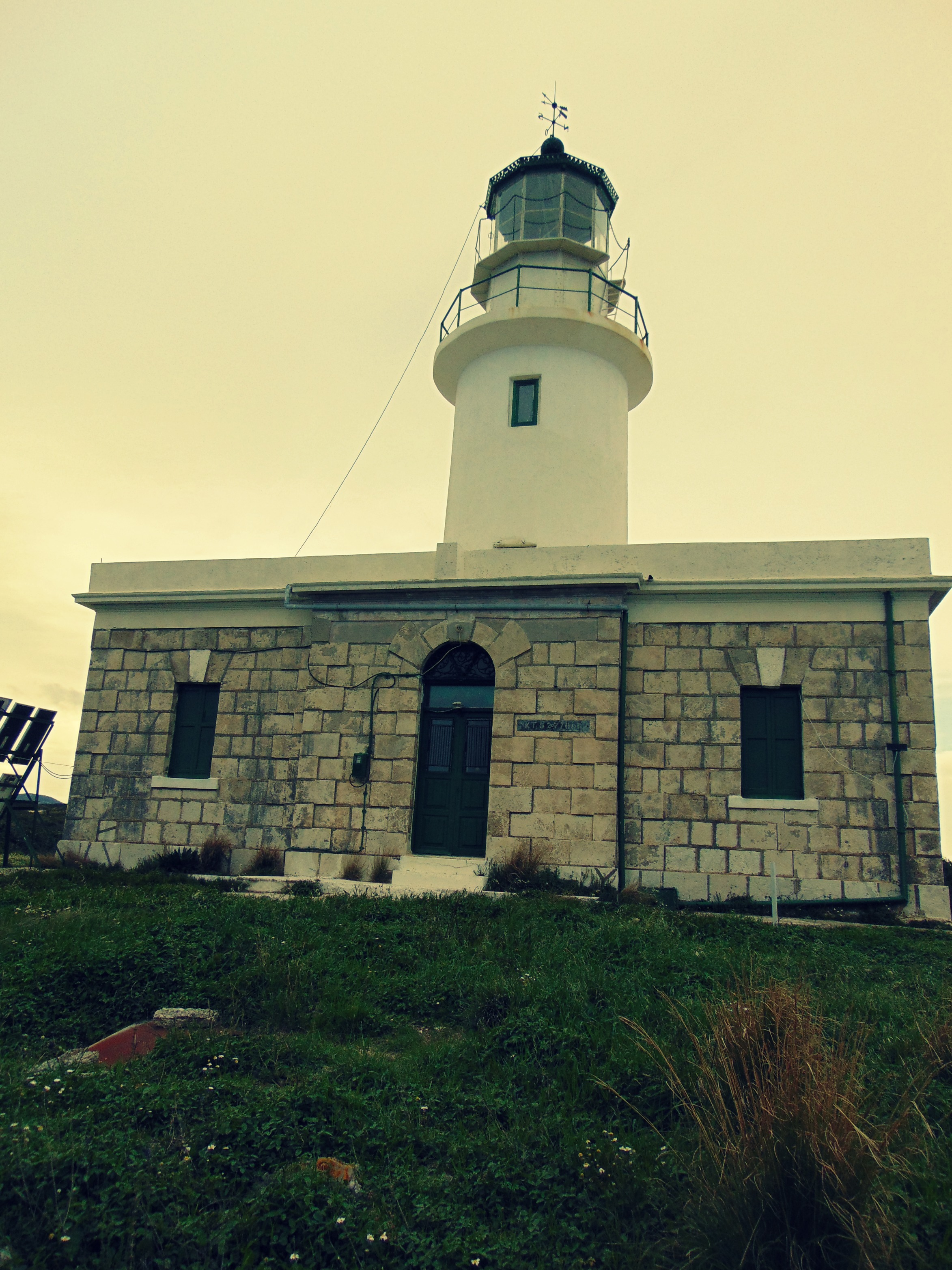
Inauguration du phare d'Othoni.

Cette page concerne les évènements survenus en 1872 en Grèce  :

## Évènement
- 27 janvier : Élections législatives

## Création
- Théâtre Appolon (Patras) (el)
- Phare d'Othoni (el)

## Naissance
- Pétros Chatzitásis (el), militaire.
- Spyrídon Chazápis, nageur.
- Iánnis Kambýsis (el), écrivain.
- Konstantínos Kartális (el), personnalité politique.
- Konstantínos Kourouniótis, archéologue.
- Periklís Meléagros (el), poète.
- Nicolas de Grèce, prince de Grèce et de Danemark.
- Konstantínos Skarlátos (el), militaire et tireur sportif, champion olympique.
- Nikólaos Strátos, Premier ministre.
- Wilhelm Wilberg (de), historien de l'art et de l'architecture, archéologue.

## Décès
- Antónios Fatséas (d) (1823-1872), poète.
- Ekateríni Karatzá, noble au service de la reine Amélie d'Oldenbourg.
- Nikólaos Miaoúlis (el), militaire.
- Nikólaos Tzavélas (el), militaire.